# Halloy-lès-Pernois
Halloy-lès-Pernois (picardisch: Halloé-lès-Pérnoé) ist eine nordfranzösische Gemeinde mit 325 Einwohnern (Stand 1. Januar 2022) im Département Somme in der Region Hauts-de-France. Die Gemeinde liegt im Arrondissement Amiens und gehört zum Kanton Flixecourt.

## Geographie
Die von der abgebauten Bahnstrecke von Amiens nach Doullens im Osten berührte Gemeinde liegt an der Nièvre rund 27 Kilometer nordwestlich von Amiens und acht Kilometer südöstlich von Domart-en-Ponthieu.

## Einwohner
| 1962 | 1968 | 1975 | 1982 | 1990 | 1999 | 2006 | 2011 |
| ---- | ---- | ---- | ---- | ---- | ---- | ---- | ---- |
| 191  | 172  | 195  | 319  | 341  | 355  | 371  | 360  |

## Verwaltung
Bürgermeister (maire) ist seit 2008 Philippe Carpentier.

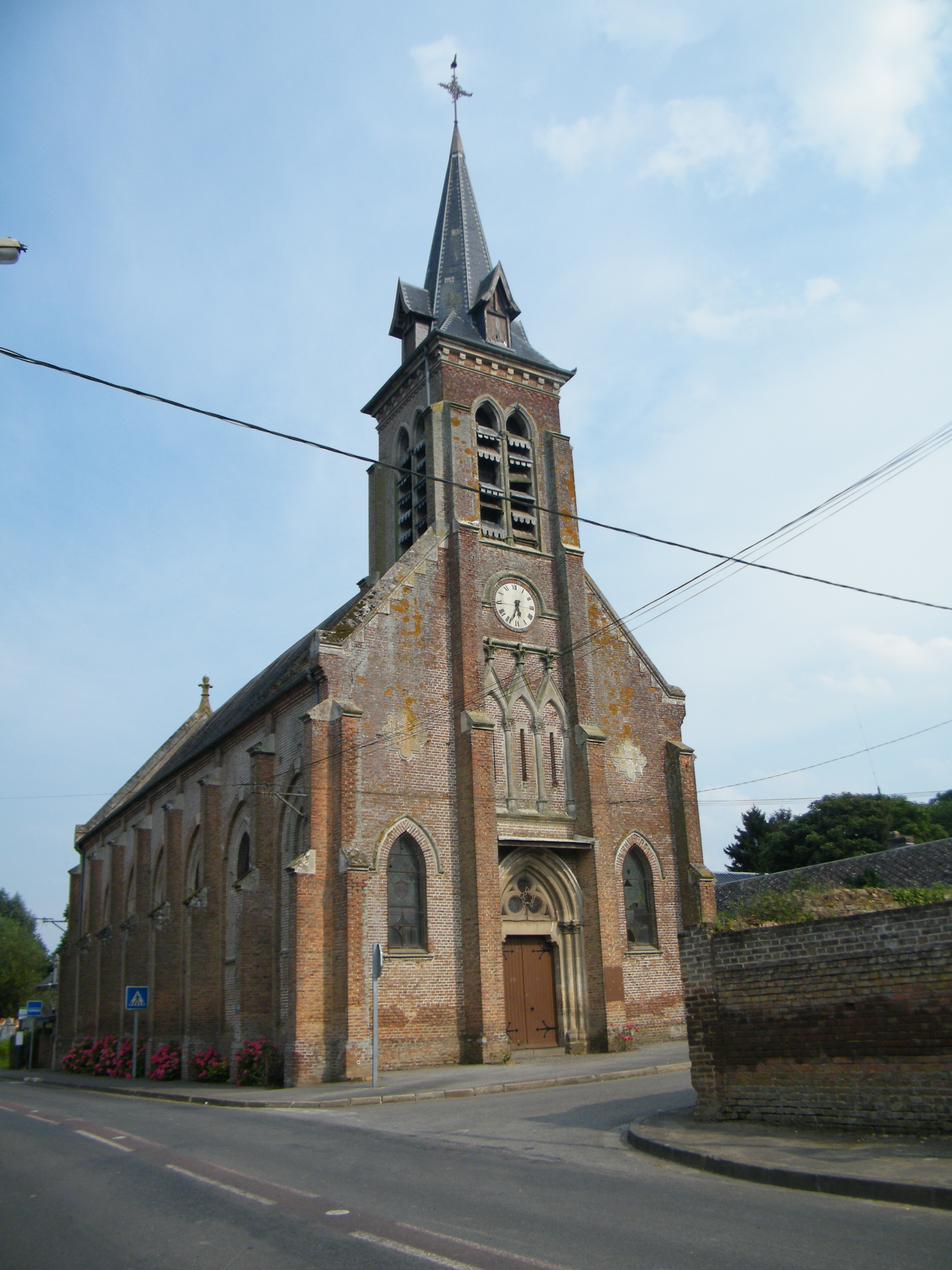
Kirche Saint-Quentin